# (71556) Page
(71556) Page ist ein Asteroid des Hauptgürtels, der am 27. Februar 2000 vom amerikanischen Astronomen David S. Dixon am Jornada-Observatory (IAU Code 715) in Las Cruces, New Mexico entdeckt wurde.
Der Asteroid gehört zur Eos-Familie, einer Gruppe von Asteroiden, welche typischerweise große Halbachsen von 2,95 bis 3,1 AE aufweisen, nach innen begrenzt von der Kirkwoodlücke der 7:3-Resonanz mit Jupiter, sowie Bahnneigungen zwischen 8° und 12°. Die Gruppe ist nach dem Asteroiden (221) Eos benannt. Es wird vermutet, dass die Familie vor mehr als einer Milliarde Jahren durch eine Kollision entstanden ist.
Benannt wurde er am 4. Mai 2004 zu Ehren des amerikanischen Physikers und Astrophysikers Gary L. Page von der George Mason Universität in Fairfax, Virginia, der Vorhandensein und Auswirkungen der nicht-baryonischen Materie innerhalb des Sonnensystems erforscht.